# Philosophie en Grèce antique

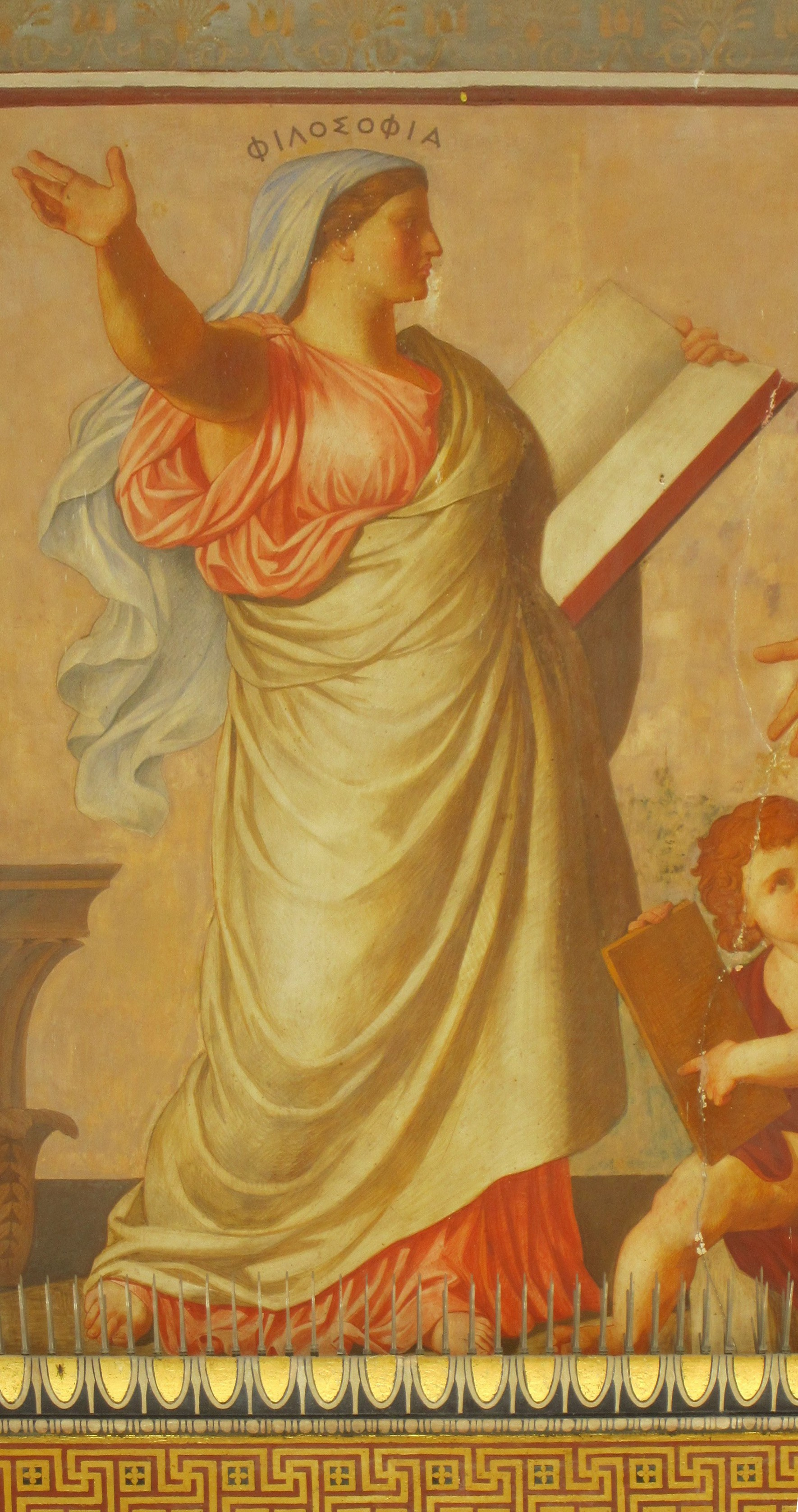
Allégorie de la philosophie - Détail de la fresque de la façade centrale. Université nationale et kapodistrienne d'Athènes.

La philosophie en Grèce antique apparaît au VIe siècle et se poursuit à l'époque hellénistique, lorsque la Grèce est intégrée dans l'Empire romain.

## Les Présocratiques

### L'École milésienne
- Thalès de Milet

### L'École pythagoricienne
- Pythagore

### L’École éléatique
- Xénophane de Colophon (fondateur de l'école éléatique)
- Parménide d'Élée (considéré comme le fondateur de l'ontologie)
- Zénon d'Élée

### Les Atomistes
- Leucippe
- Lucrèce
- Démocrite
- Épicure

## La philosophie hellénistique

### Stoïcisme
- Zénon de Cition

### Scepticisme
- Pyrrhon d'Élis

### Épicurisme
- Épicure
- Lucrèce

### Cynisme
- Antisthène
- Diogène de Sinope